# Saulx-lès-Champlon
Saulx-lès-Champlon is een gemeente in het Franse departement Meuse (regio Grand Est) en telt 124 inwoners (1999). De gemeente maakt deel uit van het kanton Étain in het arrondissement Verdun.

## Geschiedenis
De gemeente werd gevormd op 1 januari 1973 door de fusie van Champlon en Saulx-en-Woëvre, waarop de naam Saulx-lès-Champlon werd aangenomen. Tot 1 januari 2015 was het deel van het kanton Fresnes-en-Woëvre, dat op die dag werd opgeheven.

## Geografie
De oppervlakte van Saulx-lès-Champlon bedraagt 8,1 km², de bevolkingsdichtheid is 15,3 inwoners per km².
De onderstaande kaart toont de ligging van Saulx-lès-Champlon met de belangrijkste infrastructuur en aangrenzende gemeenten.

## Demografie
Onderstaande figuur toont het verloop van het inwonertal (bron: INSEE-tellingen).
Avillers-Sainte-Croix · Boinville-en-Woëvre · Bonzée · Braquis · Buzy-Darmont · Combres-sous-les-Côtes · Dommartin-la-Montagne · Doncourt-aux-Templiers · Les Éparges · Étain · Fresnes-en-Woëvre · Fromezey · Gussainville · Hannonville-sous-les-Côtes · Harville · Haudiomont · Hennemont · Herbeuville · Herméville-en-Woëvre · Labeuville · Latour-en-Woëvre · Maizeray · Manheulles · Marchéville-en-Woëvre · Mouilly · Moulotte · Pareid · Parfondrupt · Pintheville · Riaville · Ronvaux · Saint-Hilaire-en-Woëvre · Saint-Jean-lès-Buzy · Saint-Remy-la-Calonne · Saulx-lès-Champlon · Thillot · Trésauvaux · Ville-en-Woëvre · Villers-sous-Pareid · Warcq · Watronville · Woël